# Mainfranken-Messe
Koordinaten: 49° 48′ 0″ N, 9° 55′ 8″ O
Die Mainfranken-Messe ist eine Verbrauchermesse, die alle zwei Jahre im Würzburger Stadtteil Zellerau auf den Talavera-Mainwiesen stattfindet. Zum ersten Mal wurde sie im Juli 1950 auf den Mainwiesen beim ehemaligen Hofgut Talavera abgehalten. Veranstalter ist seit 1975 die AFAG Messen und Ausstellungen GmbH mit Sitz in Nürnberg. Die Mainfranken-Messe findet in den ungeraden Jahren im jährlichen Wechsel mit der Ufra (Unterfrankenschau) in Schweinfurt statt.
Die Messe hat im Durchschnitt 100.000 bis 120.000 Besucher.